# Roger Etchegaray
Roger Marie Élie Etchegaray pronunciaciónⓘ (Espeleta, Pirineos Atlánticos, 25 de septiembre de 1922-Cambo-les-Bains, 4 de septiembre de 2019) fue un cardenal católico francés, vicedecano emérito del Colegio de Cardenales, presidente emérito del Pontificio Consejo Justicia y Paz y del Pontificio Consejo "Cor Unum". Siendo uno de los cardenales creados en el primer consistorio de Juan Pablo II, Etchegaray fue el cardenal más veterano del mundo. En el momento de su muerte, era el cardenal vivo más anciano después de la muerte del cardenal José de Jesús Pimiento Rodríguez un día antes, el 3 de septiembre de 2019.

## Biografía

### Formación académica
Sus padres, Jean-Batiste y Aurelie Etchegaray, eran mecánico agrícola y ama de casa respectivamente. Después de estudiar en el seminario menor en Ustaritz, continuó su preparación científica y espiritual en el seminario mayor de Bayona y en la Universidad Pontificia Gregoriana de Roma, donde obtuvo la licenciatura en Sagrada Teología y el doctorado en Derecho Canónico. 

### Labor sacerdotal: sacerdocio y arzobispado
Ordenado sacerdote el 13 de julio de 1947, comenzó su ministerio pastoral, primero en su diócesis natal, la de Bayona, antes de convertirse, en 1961, en subdirector de la Secretaría del episcopado francés, e involucrarse, al mismo tiempo, en la creación de una secretaría para la atención pastoral. De 1966 a 1970, ocupó el cargo de Secretario General del episcopado francés, antes de convertirse en obispo titular de Gemelle di Numidia y obispo auxiliar de París el 29 de marzo de 1969. El 22 de diciembre de 1970, el papa Pablo VI lo nombró arzobispo de Marsella (hasta 1984) y en 1975 sucedió al cardenal Marty como presidente de la Conferencia Episcopal Francesa. Fue reelegido el 27 de octubre de 1978 (hasta 1981). Del 25 de noviembre de 1975 hasta el 23 de abril de 1982 fue prelado de la "Misión de Francia". 

#### Concilio Vaticano II
Fue considerado una de las figuras más liberales de la Iglesia, por sus posturas abiertas y en sintonía con el Concilio Vaticano II. 
Incluso antes de convertirse en obispo, y sobre todo después de su ordenación episcopal (27 de mayo de 1969), desempeñó un papel muy importante en el nivel eclesial internacional. Desde 1965, el año de la clausura del Concilio Vaticano II, fue secretario del Comité de Enlace de las Conferencias Episcopales de Europa, y en 1971 se convirtió en el primer presidente del nuevo Consejo Europeo de las Conferencias Episcopales. Fue reelegido para el cargo en 1975. Su mandato expiró a finales de los trabajos del Cuarto Simposio que tuvo lugar en Roma, 17-21 de junio de 1979. También fue uno de los principales promotores de la reunión ecuménica europea en Chantilly. 
También participó en los trabajos del Sínodo de los Obispos y también fue, en 1974, miembro del Consejo de la Secretaría del Sínodo. Sus intervenciones teológicas y socio-religiosas recordaron el compromiso de una Iglesia viva. 
Bien preparado a nivel teológico y muy familiarizado con los problemas de Francia y de la Iglesia de Francia, dio conferencias sobre sus investigaciones y reflexiones en reuniones importantes y centros culturales. También fue autor de varios escritos sobre los más candentes problemas eclesiales y sociales, sobre la defensa de los derechos humanos como una necesidad de conciencia y el grave problema del desempleo.

### Capelo cardenalicio
Creado y proclamado cardenal por Juan Pablo II en el consistorio del 30 de junio de 1979, con el título de San León I. El 24 de junio de 1998 Juan Pablo II le confiere la Iglesia Suburbicaria de Porto-Santa Rufina.
El 8 de abril de 1984 fue llamado a Roma y fue nombrado presidente del Consejo Pontificio de Justicia y Paz (en el que permaneció hasta el 24 de junio de 1998) y presidente del Consejo Pontificio Cor Unum (en el que permaneció hasta el 2 de diciembre de 1995). A lo largo de los años, el cardenal Etchegaray siempre llevó a cabo un servicio incansable en favor de la paz, los derechos humanos y las necesidades de los pobres, llevando el mensaje y el amor del papa a muchas naciones. 
El 15 de noviembre de 1994, fue nombrado presidente del Comité Central del Año Santo de 2000. 
El 30 de abril de 2005, Benedicto XVI aprobó la elección del cardenal Roger Etchegaray, realizada por los cardenales del Orden de los Obispos, como vicedecano del Colegio cardenalicio. 
Fue miembro de la Academia de Ciencias Morales y Políticas de Francia y de la Pontificia Academia de Ciencias Sociales.  
El 24 de diciembre de 2009, durante la procesión de la Misa del Gallo celebrada en la Basílica de San Pedro de la Ciudad del Vaticano, el cardenal Etchegaray cayó y se fracturó la cabeza del fémur, al ser derribado junto al papa Benedicto XVI en el tumulto provocado al saltarse la barrera una asaltante. Fue operado con éxito al día siguiente en el Policlínico Agostino Gemelli de Roma. En octubre de 2015, tras perder el equilibrio en la procesión final de la misa de cierre del Sínodo de la familia junto al papa Francisco volvió a caer rompiéndose nuevamente el fémur.
En 2017, regreso a diócesis de Bayona, residiendo en una residencia de ancianos gestionada por la diócesis de Cambo-les-Bains en las cercanías de su Espelette natal, viviendo ahí el resto de su vida. Finalmente fue, por un día, el cardenal vivo de mayor edad, desde la muerte del cardenal José de Jesús Pimiento Rodríguez, hasta su fallecimiento el 4 de septiembre de 2019 a la edad de 96 años. Tras el solemne funeral celebrado la mañana del 9 de septiembre en la catedral de Bayona, fue enterrado en el cementerio de su pueblo natal Espelette, en el sepulcro familiar.

### Premios y distinciones
- Doctor honoris causa por la Universidad de Navarra (enero de 1989).[6]
- Doctor honoris causa por la Universidad Iberoamericana Ciudad de México (2002)[7]
- Premio por la paz «Raoul Follereau» (2003).[8]
- Premio UNESCO de la Paz (2004).[9]
- Gran Cruz de la Legión de Honor (2014)[10]

## Escritos
Algunas obras editadas en castellano:
- Jean Corbon, Roger Etchegaray (2002). Liturgia fundamental: misterio, celebración, vida. Ediciones Palabra. ISBN 9788482395777.
- Roger Etchegaray (2004). Juan XXIII. Ciudad Nueva. ISBN 978-84-9715-069-9.
- Roger Etchegaray (1999). Verdadero dios y verdadero nombre. Palabra. ISBN 978-84-8239-356-8.
- Roger Etchegaray (1999). Eugenio de Mazenod: un corazón grande como el mundo. Ciudad Nueva. ISBN 978-84-89651-70-8.
- Roger Etchegaray (1997). El rosario. Espasa-Calpe. ISBN 978-84-239-9908-8.
- Roger Etchegaray (1970). El sacerdote en la Iglesia y en un mundo que cambia. Promoción Popular Cristiana. ISBN 978-84-288-0075-4.